# Ferro meteórico
Ferro meteórico é um metal nativo encontrado em meteoritos composto pelos elementos ferro e níquel, principalmente na forma das fases minerais kamacita e taenita (com ligas de ferro e níquel com proporção 95%:5% e 80%:20% respectivamente). O ferro meteórico compõe a maior parte dos meteoritos ferrosos (de ferro), mas também é encontrado em outros meteoritos. Além de pequenas quantidades de ferro telúrico, o ferro meteórico é o único metal nativo natural do elemento ferro (em forma metálica e não em minério) na superfície da Terra.

## Uso cultural e histórico

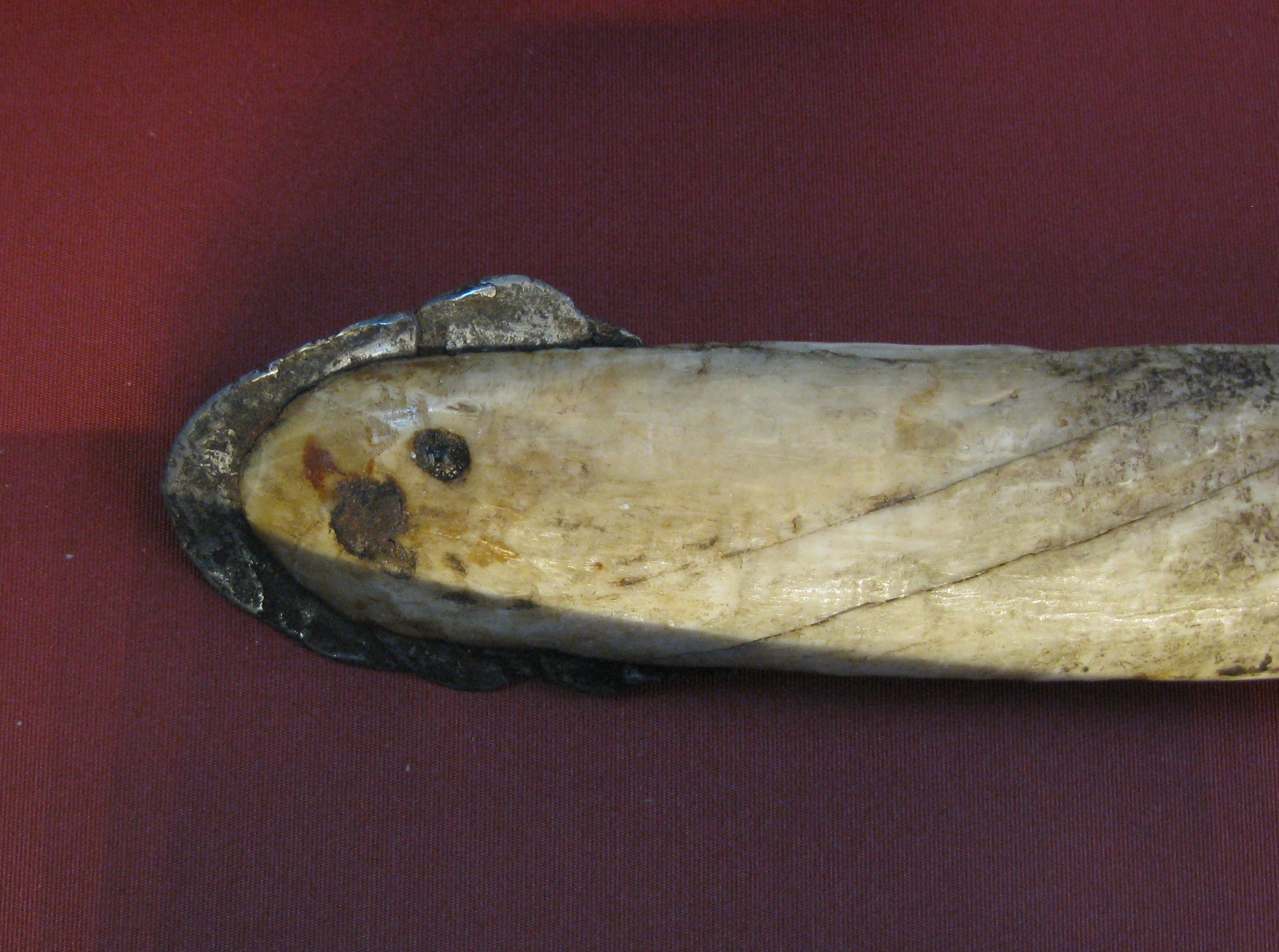
Uma lança feita de uma presa de narval com uma cabeça de ferro feita do meteorito Cape York.

Antes do advento da fundição de ferro, o ferro meteórico era a única fonte de ferro metálico para uso humano. Que já era usado antes do início da Idade do Ferro (c. de 1 200 a.C. à c. 1 000 d.C.) para fazer objetos culturais, ferramentas e armas.

### Idade do Bronze
Há exemplos de trabalho em ferro na Idade do Bronze confirmados como tendo origem meteorítica:
- No antigo Egito, uma conta de ferro foi encontrada em um cemitério perto de Gerzeh que continha 7,5% de Ni.[4][5] Datado de cerca de 3200 a.C., a análise geoquímica das esferas de ferro de Gerzeh, com base na proporção de níquel para ferro e cobalto, confirma que o ferro era de origem meteorítica.[3]
- Datada de cerca de 2500 a.C., uma adaga de ferro de Alaca Höyük.[3]
- Datado de cerca de 2300 a.C., um pingente de ferro de Umm el-Marra, na Síria.[3]
- Datado de cerca de 1400 a.C., um machado de ferro de Ugarit, na Síria.[3]
- Datados de cerca de 1400 a.C., vários machados de ferro da dinastia Shang na China.[3]
- Datados de cerca de 1350 a.C., uma adaga de ferro, pulseira e apoio de cabeça da tumba de Tutancâmon (século XIV a.C.) foram confirmados como sendo de origem meteorítica.[3] Tal adaga consiste em proporções semelhantes de metais (ferro, níquel e cobalto) a um meteorito descoberto na área, depositado por uma antiga chuva de meteoros,[6][7][8] do tipo siderito (meteorito ferroso).[9]

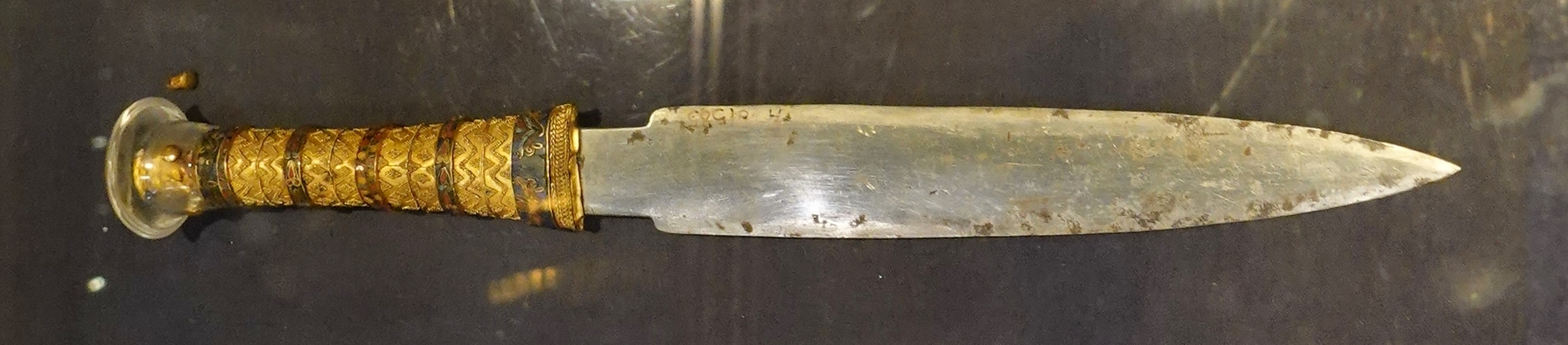
A lâmina da adaga de Tutancâmon feito de ferro meteórico, semelhante ao de meteoritos do tipo siderito